# Słowacka Republika Rad

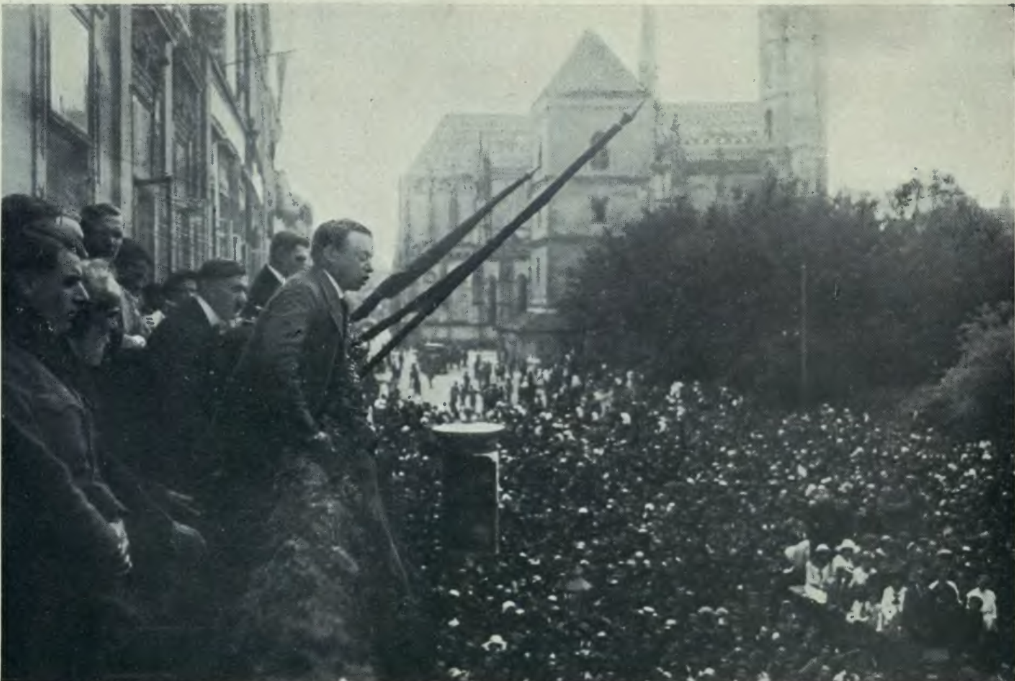
Béla Kun przemawia 10 czerwca 1919 w Koszycach, zajętych przez Węgierską Armię Czerwoną

Słowacka Republika Rad (słow. Slovenská republika rád) – efemeryczne państwo istniejące w południowej i wschodniej Słowacji w połowie 1919 roku.

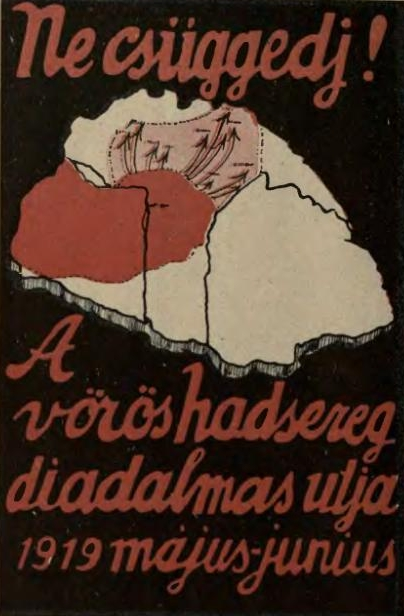
Węgierski plakat propagandowy zatytułowany Nie lękajcie się!, obrazujący węgierską inwazję na Czechosłowację

## Geneza
Po ogłoszeniu w październiku 1918 roku powstania Węgierskiej Republiki Ludowej, nowy rząd zaproponował Słowakom autonomię w zamian za pozostanie w ramach ich państwa. Słowacy odrzucili ofertę i wraz z Czechami utworzyli państwo czechosłowackie. W listopadzie 1918 roku teren Słowacji został zajęty przez wojska czeskie, z czym rząd Węgier nie mógł się pogodzić. Sytuacja uległa dalszej zmianie, gdy Komunistyczna Partia Węgier, wespół z socjaldemokratami, w marcu 1919 roku przejęła władzę na Węgrzech, tworząc tam państwo o nazwie Węgierska Republika Rad. Rewolucjoniści węgierscy nie zaakceptowali utraty Słowacji (i innych obszarów które Węgry straciły po 1918 roku) i dokonały uderzenia na Czechosłowację.

## Historia
Na zajętych terenach południowej i wschodniej Słowacji, proklamowano 16 czerwca 1919 roku powstanie Słowackiej Republiki Rad ze stolicą w Preszowie, na czele której stanął czeski dziennikarz i działacz komunistyczny Antonín Janoušek. W skład rządu weszli głównie radykalni socjaldemokraci czescy i słowaccy. Rewolucyjny rząd w trakcie krótkiego czasu działania znacjonalizował banki, wprowadził system emerytalny oraz zwolnił z podatków najbiedniejszych chłopów. Rząd rozpoczął również formowanie armii słowackiej.
Pod naciskiem państw Ententy i kontrofensywy czechosłowackiej, wojska węgierskie opuściły terytorium Słowacji. Pozbawiona wsparcia Słowacka Republika Rad została zlikwidowana 7 lipca 1919 roku przez wojska czechosłowackie wraz ze wspomagającą je 1 Brygadą Górską Armii Halickiej.